# Шингаріно
Шинга́ріно (рос. Шингарино, ерз. Шонгарня) — село у складі Ковилкінського району Мордовії, Росія. Входить до складу Шингарінського сільського поселення.
Населення — 179 осіб 2010; 203 у 2002).
Національний склад станом на 2002 рік:
- мордва — 90 %